# Fluitconcert nr. 1 (Tómasson)
Haukur Tómasson componeerde zijn Fluitconcert nr. 1 in 1996/97 terwijl hij in Amsterdam was. Hij genoot nog een opleiding aan het Conservatorium van Amsterdam bij Ton de Leeuw. Hij schreef het concert voor de IJslandse fluitiste Áshildur Haraldsdóttir.
Het fluitconcert bestaat uit slechts één deel, de componist heeft wel elf secties aangegeven, waarbij de muziek van sectie tot sectie van karakter verschilt, maar er is sprake van één doorlopend geheel. De stemming van de solist en begeleiding wisselt van heel kalm en sereen tot opgewonden en vurig. Zelfs in de rustige gedeelten van het concert fladdert de fluitist door, zij/hij heeft als solist geen moment pauze om op adem te komen, terwijl het orkest wel generale pauzes heeft. In tegenstelling tot andere klassieke concerten lijkt de muziek nergens heen te willen gaan; er zijn geen natuurlijk klinkende oplossende akkoorden. De solist raakt als een vlinder het orkest en vliegt dan meteen weer weg. Pas aan het eind (sectie 10) lijkt het geheel zich naar het eind te spoeden om dan in de finale (sectie 11) de fluit te laten verzwelgen door harp en strijkers.

## Samenstelling orkest
- 2 dwarsfluiten; 3 hobo’s; 3 klarinetten (w.o 1 basklarinet); 3 fagotten (w.o. 1 contrafagot)
- 4 hoorns, 3 trompetten, 3 trombones, 1 tuba;
- 4 percussie, piano, harp,
- strijkers.

Zijn 2e fluitconcert is geschreven voor de vermaarde fluitiste Sharon Bezaly.

## Bron en discografie
- Uitgave Bis Records: Sharon Bezaly (fluit); IJslands Symfonie Orkest o.l.v. Bernhardur Wilkinson